# Елеубаев, Узаккали Биалаевич
Узаккали Биалаевич Елубаев (каз. Ұзаққали Биалайұлы Елеубаев род. 13 января 1947, Доссор, Гурьевская область, Казахская ССР, СССР) — казахстанский политический и общественный деятель. кандидат сельскохозяйственных наук (2001).

## Биография
Родился 13 января 1947 года в селе Доссор Макатского района Гурьевской области.  	
Происходит из рода есентемир племени байулы.
Отец — Елеубаев Биалай, покойный, участник Великой Отечественной войны, заслуженный нефтяник Казахской ССР, работал на руководящих должностях.
Мать — Есенбаева Шакен, покойная.
В 1970 году окончил факультет механизации сельского хозяйства Казахский государственный сельскохозяйственный институт по специальности «инженер-механик».
В 2001 году окончил аспирантуру научно-исследовательского института кормопроизводства и пастбищ.
В 2001 году защитил учёное звание кандидата сельскохозяйственных наук, тема диссертации: «Покосные смешанные посевы и использование их на зеленом конвейере Прикаспийской низменности».
Владеет казахским и русским языками.

## Трудовая деятельность
С 1970 по 1972 годы — Мастер Махамбетского районного предприятия «Сельхозтехника» Гурьевской области.
С 1972 по 1973 годы — Начальник насосной станции Нижнеуральского управления оросительных систем.
С 1973 по 1978 годы — Первый секретарь Махамбетского РК ЛКСМ Казахстана.
С 1978 по 1983 годы — Заместитель председателя областного объединения «Казсельхозтехника».
С 1983 по 1984 годы — Заведующий сельхозотделом Махамбетского райкома КП Казахстана.
С 1984 по 1988 годы — Заместитель председателя Махамбетского исполкома Совета народных депутатов.
С 1988 по 1994 годы — Начальник Махамбетского районного производственного управления дорог, вице-президент областного АО «Атырау жолдары».
С 1994 по 2003 годы — Аким Махамбетского района Атырауской области.

## Выборные должности, депутатство
С 2002 по 2011 годы — Депутат Мажилиса Парламента Республики Казахстан ІІ, ІІІ и IV созывов, от избирательного округа № 22 Атырауской области, Член Комитета по аграрным вопросам Мажилиса Парламента Республики Казахстан, член депутатской группы Парламента Республики Казахстан «Ауыл», заместитель руководителя депутатской группы «Аймак» (с 2005 по 2007 годы).
Член партии «Асар» до ее слияния с «Нур Отан».
Член Политсовета Народно-Демократической партии «Нур Отан».

## Награды и звания
- Орден Курмет (2004)[4]
- Почётный гражданин Махамбетского района Атырауской области.
- Орден «Содружество» (МПА СНГ 2010 года)[5]
- Государственные юбилейные медали
- 1995 — Юбилейная медаль «50 лет Победы в Великой Отечественной войне 1941—1945 гг.»
- 2001 — Медаль «10 лет независимости Республики Казахстан»
- 2004 — Медаль «50 лет Целине»
- 2004 — Медаль «60 лет Победы в Великой Отечественной войне 1941—1945 гг.» (Казахстан)
- 2005 — Медаль «10 лет Конституции Республики Казахстан»
- 2006 — Медаль «10 лет Парламенту Республики Казахстан»
- 2008 — Медаль «10 лет Астане»
- 2011 — Медаль «20 лет независимости Республики Казахстан» и др.

## Семья
- Женат: жена — Надирова Рысты (1950 г.р.).
- Дети: сын — Жанболат (1973 г.р.) и три дочери — Гулфара (1971 г.р.), Гульнур (1975 г.р.), Гульжаухар (1982 г.р.).